# Moretonhampstead and South Devon Railway

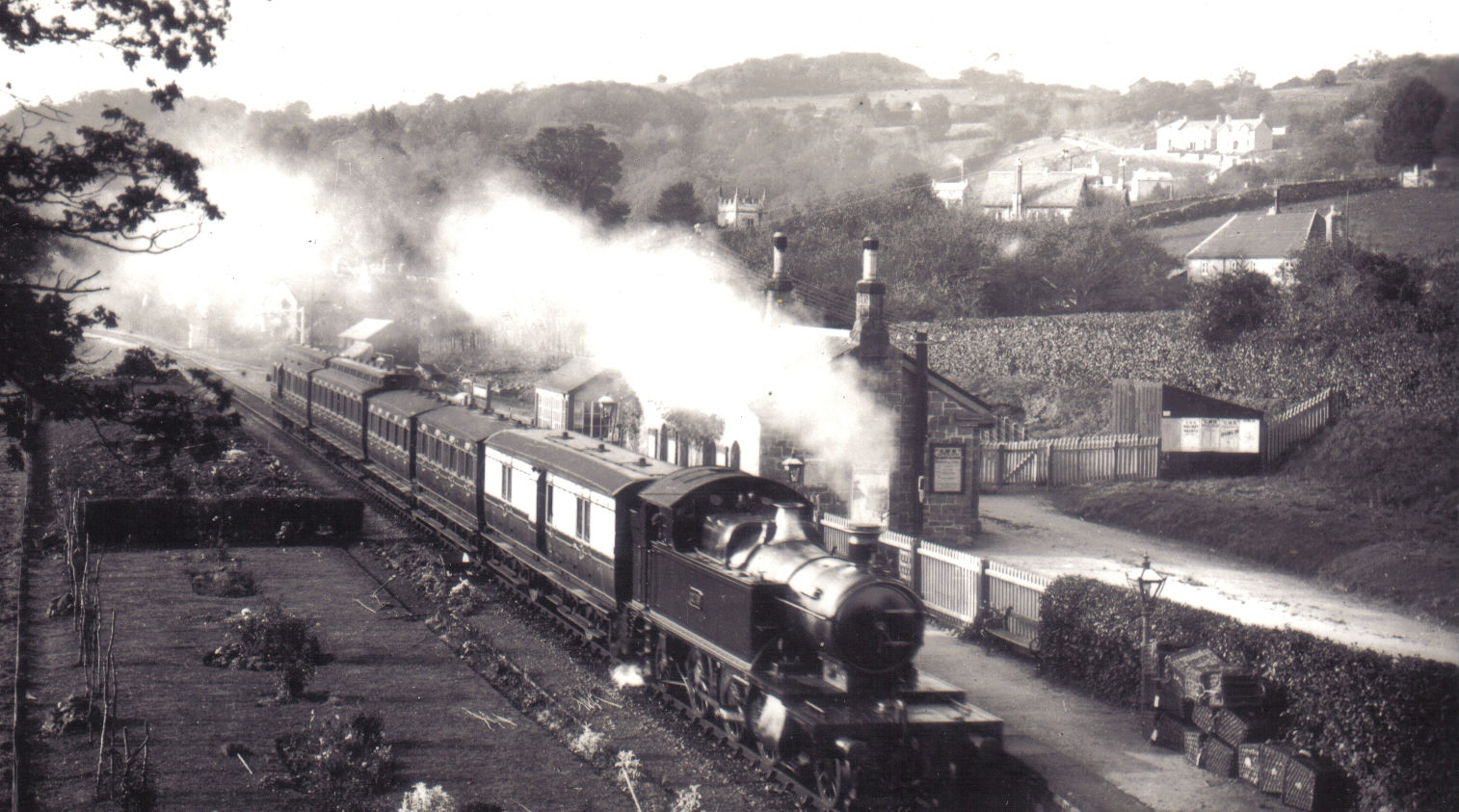
Bahnhof von Lustleigh (1912)

Die Moretonhampstead and South Devon Railway war eine britische Eisenbahngesellschaft in Devon (England). Sitz des Unternehmens war Newton Abbot.

## Geschichte
Die 1861 gegründete Moretonhampstead and South Devon Railway erhielt am 7. Juli 1862 die Konzession zum Bau einer Bahnstrecke von Newton Abbot nach Moretonhampstead. Präsident der Gesellschaft war William Reginald Courtenay, 11. Earl of Devon. Die Baukosten wurden auf 88.500 Pfund veranschlagt. Die Aktien für die Gesellschaft wurden nur zögerlich gezeichnet. Außerdem sorgte zusätzlich die schlechte Witterung für Bauverzögerungen der vom  South Devon Railway-Ingenieur P. J. Margary geplanten Strecke. So konnte diese 20 Kilometer lange in der Breitspur von 2140 mm errichtete Strecke erst am 4. Juli 1866 eröffnet werden. Die Betriebsführung erfolgte durch die South Devon Railway. Diese Gesellschaft übernahm die Moretonhampstead and South Devon Railway am 18. Juli 1872.